# Friedrich Dürrenmatt
Friedrich Josef Dürrenmatt (født 5. januar 1921 i Konolfingen, død 14. december 1990 i Neuenburg/Neuchâtel) var en tysksproget schweizisk forfatter, dramatiker og maler. Han blev især berømt for sine kriminalromaner og komedier.

## Biografi
Friedrich Dürrenmatt blev født i 1921 i Konolfingen, en lille schweizisk by i nærheden af Bern. Hans bedstefar var politikeren Ulrich Dürrenmatt, og hans far, Reinhold Dürrenmatt, var protestantisk præst i byen.
I 1935 flyttede familien af økonomiske grunde til Bern, den verdensomspændende økonomiske krise var hård mod mange klassiske middelklassefamilier.
Friedrich Dürrenmatt var allerede på dette tidspunkt begyndt at male og tegne, noget han ville komme til at gøre resten af sit liv. Mange af hans romaner og noveller har han selv illustreret.
På trods af sin interesse for malerkunsten begyndte han i 1941 at studere filosofi, tysk og naturvidenskab, først i Zürich, men siden i Bern, hvor han kunne bo hos sine forældre.
I 1945 udkom hans første værk Es steht geschrieben ("Det står skrevet"), og derefter forsøgte han sig som forfatter. De første år frem til 1952 var vanskelige for ham og hans voksende familie, der snart talte fem medlemmer. Men især med Der Besuch der alten Dame opnåede han berømmelse ikke bare i Schweiz, men også i Tyskland og andre lande.
Hans arbejde koncentrerede sig i lange perioder også med teateret og ofte blandede han sig direkte i teaterarbejdet.
I 1986 modtog han Georg Büchner-prisen. 
Dürrenmatt døde i Neuenburg den 14. december, 69 år gammel.

## Citater
- „Verden er en tankstation, hvor rygning ikke er forbudt."
- „Den som er bange for at fejle skal holde sig fra kunsten.“
- „Fædreland kalder staten sig altid, når den skal til at slå folk ihjel.“ (fra Romulus den Store)
- „Ingen er bedre til at kappe hoveder, end dem der ingen har.“
- „Kultur laver jeg selv.“
- „Intet kan laves om, hvad en gang er blevet tænkt.“
- „Verden går enten under, eller gør ligesom Schweiz."
- "Viden kan man tilegne sig, at begribe tager tid."

### Posthumt
- 1991 – Midas oder Die Schwarze Leinwand
- 1991 – Kants Hoffnung. Zwei politische Reden. Zwei Gedichte.
- 1992 – Gedankenfuge – Texte aus dem Nachlass
- 1993 – Das Mögliche ist ungeheuer. Ausgewählte Gedichte.
- 1994 – Skizzenbuch. Engel, Teufel und so weiter
- 1995 – Der Pensionierte. Fragment eines Kriminalromans.
- 1996 – Gespräche 1961–1990
- 2001 – Das Nashorn schreibt der Tigerin. Bild-Geschichten.